# Häljarp
Häljarp est une localité suédoise située dans la commune de Landskrona en Scanie.
Sa population était de 3 553 habitants en 2019.